# Енца (певачица)
Руенса Хаџијај (алб. Ruensa Haxhiaj; Тирана, 19. октобар 1995), позната као Енца (алб. Enca), албанска је певачица.

## Биографија
Рођена је 19. октобра 1995. године у Тирани у православној породици. У почетку је почела да објављује на обраде извођача као што су Лејди Гага, Џеси Џеј, Рита Ора и други. Почела је да користи Keek, друштвени медиј за видео-статусе, а тамо је стекла базу обожавалаца. Учествовала је и у музичком такмичењу The Voice of Albania у којем два пута заредом није прошла аудицију наслепо. Иако јој деби песма није остварила већу славу, наставила је да ради на соло каријери и наступила је у многим песмама других извођача, углавном репера.
Године 2014. постала је позната након што је објавила песму „A po t'pëlqen”. Затим је крајем јула објавила музички спот и остварила велику славу. Поред националне пажње, добила је и велики број међународних обожавалаца. Песма је током прве седмице прикупила стотине хиљада прегледа.